# ویسکه تاتری
ویسکه تاتری (به لاتین: Vysoké Tatry)  در اسلواکی با جمعیت ۴٬۷۱۸ نفر است که در منطقه پرشوف واقع شده‌است.